# Discografia de Anthrax
Anthrax é uma banda de metal dos Estados Unidos, fundada em Nova York em 1981 pelo guitarrista Scott Ian e o baixista Dan Lilker.[carece de fontes?] Junto com as bandas Metallica, Slayer e Megadeth faz parte do Big Four of Thrash. Já lançou dez álbuns de estúdio, três EPs, quatro álbuns ao vivo, dez álbuns de vídeo, 21 singles, 26 vídeos musicais, três demos e 2 álbuns split.[carece de fontes?]
Em 1983 o Anthrax assinou contrato com a Megaforce Records. A banda lançou o seu primeiro álbum em 1984, intitulado de Fistful of Metal, e no ano seguinte eles lançaram o Spreading the Disease. Depois que o álbum foi lançado, a banda assinou com a Island Records. Em março de 1987, a banda lançou seu terceiro álbum, Among the Living,[carece de fontes?] que foi o primeiro álbum do Anthrax a ser certificado pela RIAA. O Among the Living foi lançado em março de 1987 e chegou a 62ª posição na Billboard 200.
O quarto álbum do Anthrax foi o State of Euphoria, que foi lançado em 1988 e atingiu a 31ª posição na Billboard 200. A banda embarcou em uma turnê de apoio ao álbum. O Anthrax lançou o álbum Persistence of Time, que atingiu a 24ª posição. Após o lançamento de um vídeo e um álbum ao vivo, a banda lançou o Sound of White Noise, que atingiu a 7ª posição, e é até hoje a sua melhor colocação na Billboard 200.

## Álbuns de estúdio
nota: Esta lista não inclui o material realizado por membros ou antigos membros do Anthrax, que foram gravados em projetos paralelos ou como parte de seu trabalho solo.
| 1984                                                              | Fistful of Metal - Lançado: janeiro de 1984 - Gravadora: Megaforce Records                   | —  | —   | —  | —   | —  | —  | —  | —  | —  | —  | —          |
| 1985                                                              | Spreading the Disease - Lançado: 30 de outubro de 1985 - Gravadora: Megaforce/Island Records | —  | 113 | —  | —   | —  | —  | —  | —  | —  | —  | —          |
| 1987                                                              | Among the Living - Lançado: 22 de março de 1987 - Gravadora: Megaforce/Island                | —  | 62  | —  | 18  | —  | —  | 43 | —  | —  | —  | Ouro Prata |
| 1988                                                              | State of Euphoria - Lançado: 18 de setembro de 1988 - Gravadora: Megaforce/Island            | 87 | 30  | —  | 12  | 17 | —  | 21 | 20 | —  | —  | Ouro Prata |
| 1990                                                              | Persistence of Time - Lançado: 21 de agosto de 1990 - Gravadora: Megaforce/Island            | —  | 24  | —  | 18  | 15 | —  | 46 | —  | —  | 30 | Ouro       |
| 1993                                                              | Sound of White Noise - Lançado: 25 de maio de 1993 - Gravadora: Elektra Records              | 13 | 7   | 35 | 14  | —  | —  | 21 | 40 | —  | 30 | Ouro       |
| 1995                                                              | Stomp 442 - Lançado: 24 de outubro de 1995 - Gravadora: Elektra Records                      | 81 | 47  | —  | 77  | —  | —  | —  | —  | 36 | 49 | —          |
| 1998                                                              | Volume 8: The Threat is Real - Lançado: 21 de julho de 1998 - Gravadora: Ignition            | —  | 118 | 43 | 73  | —  | —  | —  | —  | 38 | —  | —          |
| 2003                                                              | We've Come for You All - Lançado: 6 de maio de 2003 - Gravadora: Sanctuary                   | —  | 122 | 22 | 102 | —  | —  | —  | —  | —  | —  | —          |
| 2011                                                              | Worship Music - Lançado: 13 de setembro de 2011 - Gravadora: Megaforce                       | 33 | 12  | 13 | 29  | —  | 64 | 24 | 28 | —  | 6  | —          |
| 2016                                                              | For All Kings - Lançado: 26 de fevereiro de 2016 - Gravadora: Megaforce                      | 14 | 9   | 5  | 21  | 25 | 50 | 49 | 8  | 4  | 12 | —          |
| " — " mostra que seu lançamento não houve certificação de vendas. |                                                                                              |    |     |    |     |    |    |    |    |    |    |            |

## Álbuns ao vivo
| Ano  | Título do álbum                                                                                                |
| ---- | --- |
| 1994 | The Island Years - Lançado: 5 de abril de 1994 - Gravadora: Island (314 518 920-2) - Formatos: CD, LP          |
| 2004 | Music of Mass Destruction - Lançado: 20 de abril de 2004 - Gravadora: Sanctuary (06076-84688-2) - Formatos: CD |
| 2005 | Alive 2 - Lançado: 20 de setembro de 2005 - Gravadora: Sanctuary (06076-84764-2) - Formatos: CD                |
| 2007 | Caught in a Mosh: BBC Live in Concert - Lançado: 22 de janeiro de 2007 - Gravadora: Universal - Formatos: CD   |
| 2010 | The Big 4 Live from Sofia, Bulgaria - Lançado: 29 de outubro de 2010 - Gravadora: Warner Bros. - Formatos: CD  |

## Coletâneas
| 1991                                                              | Attack of the Killer B's - Lançado: 25 de janeiro de 1991 - Gravadora: Island (422 848 804-2)                            | 45 | 27 | 20 | 13 | 38 | 50 | Ouro |
| 1998                                                              | Moshers... 1986–1991 - Lançado: 22 de setembro de 1998 - Gravadora: Connoisseur (VSOPCD 252)                             | —  | —  | —  | —  | —  | —  | —    |
| 1999                                                              | Return of the Killer A's - Lançado: 23 de novembro de 1999 - Gravadora: Beyond (63985-78067-2)                           | —  | —  | —  | —  | —  | —  | —    |
| 2001                                                              | Madhouse: The Very Best of Anthrax - Lançado: 26 de junho de 2001 - Gravadora: Island (314 586 004-2)                    | —  | —  | —  | —  | —  | —  | —    |
| 2002                                                              | Classic Anthrax: The Universal Masters Collection - Lançado: 19 de fevereiro de 2002 - Gravadora: Island (314 586 324-2) | —  | —  | —  | —  | —  | —  | —    |
| 2002                                                              | The Collection - Lançado: 9 de junho de 2002 - Gravadora: Spectrum (544 991-2)                                           | —  | —  | —  | —  | —  | —  | —    |
| 2004                                                              | The Greater of Two Evils - Lançado: 23 de novembro de 2004 - Gravadora: Sanctuary (06076-84709-2)                        | —  | —  | —  | —  | —  | —  | —    |
| 2005                                                              | Anthrology: No Hit Wonders (1985–1991) - Lançado: 20 de setembro de 2005 - Gravadora: Island Def Jam (B0004996-02)       | —  | —  | —  | —  | —  | —  | —    |
| " — " mostra que seu lançamento não houve certificação de vendas. | |    |    |    |    |    |    |      |

## EPs
| 1985                                                              | Armed and Dangerous - Lançado: fevereiro de 1985 - Gravadora: Megaforce (MRS-05) | —  | —  | —  | —            |
| 1987                                                              | I'm the Man - Lançado: 1987 - Gravadora:Island (ISM-1163)                        | 53 | 20 | 42 | Platina Ouro |
| 1989                                                              | Penikufesin - Lançado: agosto de 1989 - Gravadora:Island (209 950)               | —  | —  | —  | —            |
| 1999                                                              | Inside Out - Lançado: 19 de janeiro de 1999 - Gravadora: Ignition                | —  | —  | —  | —            |
| 2003                                                              | Summer 2003 - Lançado: 19 de janeiro de 2003 - Gravadora:Nuclear Blast           | —  | —  | —  | —            |
| 2013                                                              | Anthems - Lançado: 19 de março de 2013 - Gravadora: Megaforce                    | 52 | —  | —  | —            |
| " — " mostra que seu lançamento não houve certificação de vendas. |                                                                                  |    |    |    |              |

## Singles
| 1984                                                              | "Soldiers of Metal"                  | —  | —  | —                      | Fistful of Metal             |
| 1985                                                              | "Madhouse"                           | —  | —  | —                      | Spreading the Disease        |
| 1987                                                              | "I'm the Man"                        | —  | —  | 20                     | I'm the Man                  |
| 1987                                                              | "I Am the Law"                       | —  | —  | 32                     | Among the Living             |
| 1987                                                              | "Indians"                            | —  | —  | 44                     | Among the Living             |
| 1988                                                              | "Make Me Laugh"                      | —  | —  | 26                     | State of Euphoria            |
| 1989                                                              | "Antisocial"                         | —  | —  | 44                     | State of Euphoria            |
| 1990                                                              | "Got the Time"                       | —  | —  | 16                     | Persistence of Time          |
| 1990                                                              | "In My World"                        | —  | —  | 29                     | Persistence of Time          |
| 1991                                                              | "Bring the Noise" (com Public Enemy) | —  | —  | 14                     | Attack of the Killer B's     |
| 1993                                                              | "Black Lodge"                        | 38 | —  | 53                     | Sound of White Noise         |
| 1993                                                              | "Hy Pro Glo"                         | —  | —  | —                      | Sound of White Noise         |
| 1993                                                              | "Only"                               | 26 | 48 | 36                     | Sound of White Noise         |
| 1993                                                              | "Room for One More"                  | —  | —  | —                      | Sound of White Noise         |
| 1995                                                              | "Fueled"                             | —  | —  | —                      | Stomp 442                    |
| 1996                                                              | "Nothing"                            | —  | —  | 98                     | Stomp 442                    |
| 1996                                                              | "Bordello of Blood"                  | —  | —  | —                      | Bordello of Blood            |
| 1998                                                              | "Inside Out"                         | —  | —  | 126                    | Volume 8: The Threat Is Real |
| 1999                                                              | "Ball of Confusion"                  | —  | —  | —                      | Return of the Killer A's     |
| 2003                                                              |                                      |    |    |                        |                              |
| "Safe Home"                                                       | —                                    | —  | —  | We've Come for You All |                              |
| "Taking the Music Back"                                           | —                                    | —  | —  | We've Come for You All |                              |
| 2011                                                              | "Fight 'Em 'Til You Can't"           | —  | —  | —                      | Worship Music                |
| 2011                                                              | "The Devil You Know"                 | —  | 33 | —                      | Worship Music                |
| 2012                                                              | "I'm Alive"                          | —  | 29 | —                      | Worship Music                |
| 2014                                                              | "Neon Knights"                       | —  | 43 | —                      | Anthems                      |
| " — " mostra que seu lançamento não houve certificação de vendas. |                                      |    |    |                        |                              |

## Álbuns de vídeo
| Ano  | Título do Álbum de vídeo                                                                            | Certificações       |
| ---- | --------------------------------------------------------------------------------------------------- | ------------------- |
| 1986 | US Speed Metal Attack - Revista: Metal Hammer - Formatos: VHS                                       | —                   |
| 1987 | N.F.V.: Oidivnikufesin - Gravadora: PolyGram Video - Formatos: VHS                                  | : Ouro              |
| 1991 | Through Time P.O.V. - Lançado: 1 de julho de 1991 - Formatos: VHS                                   | —                   |
| 1991 | Live Noize - Gravadora: PolyGram Video - Formatos: VHS                                              | —                   |
| 1994 | White Noise: The Videos - Gravadora Grav: Elektra - Formatos: VHS                                   | —                   |
| 1999 | Return of the Killer A's: Video Collection - Lançado: 23 de novembro de 1999 - Formatos: VHS, DVD   | —                   |
| 2004 | Music of Mass Destruction - Lançado: 20 de abril de 2004 - Formatos: DVD                            | —                   |
| 2005 | Rock Legends - Lançado: 28 de agosto de 2005 - Formatos: DVD                                        | —                   |
| 2005 | Alive 2: The DVD - Lançado: 20 de setembro de 2005 - Formatos: DVD                                  | —                   |
| 2005 | Anthrology: No Hit Wonders (1985–1991) The Videos - Lançado: 20 de setembro de 2005 - Formatos: DVD | —                   |
| 2010 | The Big 4 Live From Sofia, Bulgaria - Lançado: 15 de outubro de 2010 - Formatos: DVD, Blu-Ray, CD   | : 2× Platina : Ouro |
| 2014 | Chile on Hell - Lançado: 16 de setembro de 2014 - Formatos: DVD, Blu-Ray, CD                        | —                   |

## Vídeos musicais
| Ano  | Título do vídeo musical                        | Diretor                    |
| ---- | ---------------------------------------------- | -------------------------- |
| 1984 | "Metal Thrashing Mad"                          | ?                          |
| 1985 | "Madhouse"                                     | Amos Poe                   |
| 1987 | "Indians"                                      | Jean Pellerin              |
| 1987 | "I'm the Man"                                  | John Mills                 |
| 1987 | "Caught in a Mosh" (Versão 1)                  | John Mills                 |
| 1987 | "I Am the Law"                                 | John Mills                 |
| 1987 | "Among the Living"                             | John Mills                 |
| 1988 | "Gung-Ho"                                      | John Mills                 |
| 1988 | "Antisocial"                                   | John Mills                 |
| 1988 | "Who Cares Wins"                               | Paul Rachman               |
| 1988 | "Bring the Noise" (com Public Enemy)(Versão 1) | Eric Zimmerman             |
| 1990 | "In My World"                                  | Ian Fletcher               |
| 1990 | "Got the Time"                                 | Parris Mayhew              |
| 1991 | "Belly of the Beast"                           | Ian Fletcher               |
| 1991 | "Bring the Noise" (com Public Enemy)(Versão 2) | Mick Mayhew, Parris Mayhew |
| 1993 | "Only"                                         | Paul Elledge               |
| 1993 | "Black Lodge"                                  | Mark Pellington            |
| 1994 | "Room for One More"                            | George Dougherty           |
| 1994 | "Hy Pro Glo"                                   | George Dougherty           |
| 1995 | "Fueled"                                       | Marcos Siega               |
| 1996 | "Nothing"                                      | Marcos Siega               |
| 1998 | "Inside Out"                                   | Marcos Siega               |
| 2003 | "Safe Home"                                    | Robert Carlsen             |
| 2004 | "What Doesn't Die"                             | Michael John Sarna         |
| 2004 | "Deathrider"                                   | ?                          |
| 2005 | "Caught in a Mosh" (Versão 2)                  | Dale Resteghini            |
| 2012 | "The Devil You Know"                           |                            |
| 2014 | "A Skeleton In The Closet"                     |                            |

## Demos
| Ano  | Título da demo                                |
| ---- | --------------------------------------------- |
| 1982 | Anthrax - First Demo - Lançado: julho de 1982 |
| 1983 | Anthrax - Second Demo - Lançado: 1983         |
| 1983 | Howling Furies - Lançado: 1983                |

## Splits
| Ano  | Título do split                                                  |
| ---- | ---------------------------------------------------------------- |
| 1989 | Anthrax/D-A-D - Lançado: 1989 - Revista: Kerrang!                |
| 1989 | MTV Headbangers Ball - Lançado: 1989 - Gravadora: Island Records |